# Ольборг (аеропорт)
Аеропорт Ольборг (дан. Aalborg Lufthavn) (IATA: AAL, ICAO: EKYT) — аеропорт спільного базування, розташований у Nørresundby, комуна Ольборг, Данія за 6.5 km NW від Ольборга.

## Авіалінії та напрямки (квітень 2023)
| Авіакомпанія                    | Пункт призначення |
| ------------------------------- | --- |
| Atlantic Airways                | Сезонний: Вагар |
| BRA Braathens Regional Airlines | Сезонний чартер: Анталія (з 27 червня 2023), Гран-Канарія (з 28 червня 2023), Родос (з 21 травня 2023), Ханья (з 29 червня 2023),               |
| Corendon Airlines               | Сезонний: Анталія |
| Danish Air Transport            | Копенгаген Сезонний: Борнгольм |
| KLM                             | Амстердам |
| Norwegian Air Shuttle           | Копенгаген, Малага Сезонний: Аліканте (з 10 червня 2023), Барселона (з 3 червня 2023), Пальма-де-Майорка, Тенерифе-Південний (з 31 жовтня 2023) |
| Pegasus Airlines                | Сезонний: Анталія (з 16 травня 2023) |
| Play                            | Сезонний: Кеплавік (з 10 червня 2023) |
| Ryanair                         | Каунас, Лондон-Станстед |
| Scandinavian Airlines           | Копенгаген, Осло-Гардермуен Сезонний: Ньюарк-Ліберті (з 27 квітня 2023),                                                                        |
| Sunclass Airlines               | Сезонний чартер: Гран-Канарія, Пальма-де-Майорка, Тенерифе-Південний                                                                            |
| SunExpress                      | Сезонний: Анталія |
| Volotea                         | Сезонний: Неаполь |

## Статистика
| Рік  | Пасажирообіг | Вантажообіг (тонн) | Авіатрафік |
| ---- | ------------ | ------------------ | ---------- |
| 2000 | 720.410      |                    |            |
| 2001 | 699.116      |                    |            |
| 2002 | 663.226      |                    |            |
| 2003 | 614.776      |                    |            |
| 2004 | 643.970      |                    |            |
| 2005 | 682.020      |                    |            |
| 2006 | 788.338      | 1.163              | 21.703     |
| 2007 | 992.674      |                    |            |
| 2008 | 1.045.478    |                    |            |
| 2009 | 1.124.032    |                    |            |
| 2010 | 1.343.184    |                    |            |
| 2011 | 1.392.139    |                    |            |
| 2012 | 1.327.945    |                    |            |
| 2013 | 1.422.289    | 14.090             | 24.810     |
| 2014 | 1.409.867    |                    |            |
| 2015 | 1.456.496    |                    |            |
| 2016 | 1.520.987    |                    |            |
| 2017 | 1.521.658    |                    |            |
| 2018 | 1.609.965    |                    |            |